# Доминик, Рональд
Рональд Джозеф Доминик (англ. Ronald Joseph Dominique; род. 9 января 1964 года, Тибодо, приход Лафурш, штат Луизиана) — американский серийный убийца и насильник, совершивший серию из как минимум 23 убийств мужчин и подростков  в период с июля 1997 года по 2006 год на территории  штата Луизиана. 23 сентября 2008 года Рональд Доминик был признан виновным и приговорён к нескольким срокам пожизненного лишения свободы без права на условно-досрочное освобождение. После его осуждения  ФБР заявило, что уголовное дело Рональда Доминика явилось наиболее значительным текущим делом о расследовании серийных убийств в стране за прошедшие два десятилетия с точки зрения количества жертв и периода продолжительности убийств.
Несмотря на такое внушительное количество жертв, разоблачение Доминика не получило широкой огласки в СМИ за пределами штата из-за массового освещения разрушительных последствий урагана «Катрина», который стал самым разрушительным ураганом в истории США.

## Биография
Рональд Доминик родился 9 января 1964 года в городе Тибодо, штат Луизиана. Был вторым ребенком в семье из двух детей. Оба родителя Рональда занимались низкоквалифицированным трудом, вследствие чего семья испытывала материальные трудности и проживала в трейлере в одном из трейлерных парков, расположенных на окраине города. Детство и юность Доминик провел в социально-неблагополучной обстановке. Он посещал школу «Thibodaux High School», которую окончил в 1983 году.
В школьные годы Рональд слыл человеком меланхолического типа темперамента, имел проблемы с коммуникабельностью и проблемы с лишним весом, был не уверен в себе и отличался слабым здоровьем, благодаря чему подвергался физическим нападкам со стороны других учеников. Он не был замечен в употреблении наркотических веществ и алкогольных напитков, пел в школьном хоре, но так как не занимался спортом - не пользовался популярностью в школе и считался социальным изгоем. Незадолго до окончания школы Доминик осознал свою гомосексуальность и несколько раз был замечен в посещении местного гей-бара, после чего подвергся травле со стороны ряда одноклассников и обвинениям в гомосексуализме, однако он это отрицал
После окончания школы Доминик поступил в колледж «Thibodaux Vocational Technical College», где изучал компьютерные науки. Однако он быстро потерял интерес к учебе и бросил учебное заведение в середине 1980-х годов. 12 июня 1985 года Доминик был арестован по обвинению в сексуальных домогательствах по телефонной связи. Ему пришлось заплатить штраф в размере 74 долларов.  Не получив квалифицированную специальность, в последующие годы Рональд вынужден был заниматься низкоквалифицированным трудом. Из-за проблем с дисциплинированностью он часто подвергался увольнениям и в течение долгих периодов времени не предпринимал  усилий по поиску новой работы, жил за счет родственников и за счет других нетрудовых доходов. Вследствие материальных трудностей Рональд Доминик в разные годы проживал с матерью или со старшей сестрой. 15 мая 1994 года он был арестован за вождение в нетрезвом виде, но снова был привлечен к административной ответственности и выплатил штраф. 25 августа 1996 года Доминик был арестован по обвинению в изнасиловании на основании показаний его соседей. Согласно их показаниям, из окна дома сестры Рональда, где он проживал в то время — выскочил частично одетый молодой человек, который заявил, что Доминик изнасиловал его и совершил попытку убийства. Доминику было предъявлено обвинение и назначен залог в размере 100 000 долларов. Однако когда дело было передано в суд, прокуратура не смогла в ходе расследования найти потерпевшего и установить его личность, благодаря чему в ноябре того же года рассмотрение уголовного дела было отложено на неопределенный срок, а Доминик оказался на свободе. 10 февраля 2002 года Доминик был арестован на территории прихода Тербонн по обвинению в нападении на женщину во время празднования Марди Гра. Рональд Доминик заявил, что  женщина в результате опасного вождения сбила детскую коляску на одной из парковок, после чего он вступил с ней в ссору и потребовал публичных извинений. После того как женщина извинилась, Доминик оскорбил ее и ударил по лицу. Ему было предъявлено обвинение, однако дело до суда не дошло и обвинения с Рональда были сняты, после того как было достигнуто соглашение о примирении сторон в связи с заявлением потерпевшей о том, что Рональд загладил свою вину перед ней. Будучи гомосексуалом, он не был женат и не имел детей. Большую часть свободного времени Доминик предпочитал проводить в гей-барах в обществе других гомосексуалистов, часто появляясь в образе певицы Патти Лабель, фанатом творчества которой он был. Однако в силу различных обстоятельств Доминик не сумел завести серьезных отношений и не смог впечатлить местное гей-сообщество, вследствие чего не пользовался популярностью в среде гомосексуалов.

## Серия убийств
В качестве жертв Рональд Доминик выбирал подростков и мужчин в возрасте от 16 до 46 лет, которые вели маргинальный образ жизни. Часть из его жертв страдала наркотической зависимостью, были бездомными и вели бродяжнический образ жизни, часть из убитых являлись гомосексуалами. Доминик знакомился со своими жертвами на улице во время прогулок и поездок на своем пикапе, а также в гей-барах, после чего заманивал своих жертв предложениями совместного употребления спиртных напитков, наркотических веществ, предоставления ночлега. Большей части своих жертв он обещал встречу с женщиной, которая якобы готова заплатить материальное вознаграждение за секс с ними. Большинство жертв, после полученного ими согласия, Доминик привозил в свой трейлер, где после того, как ему удавалось подавить их волю, он совершал на них нападение, в ходе которого по версии следствия связывал и совершал акт сексуального насилия. Все жертвы Рональда Доминика после изнасилований были задушены. Тела жертв преступник погружал в кузов своего автомобиля и вывозил в отдаленные пригороды и сельские районы на территории шести приходов штата, где сбрасывал.
Серия убийств началась в июле 1997 года. Первой жертвой Доминика стал 19-летний афроамериканец по имени Дэвид Митчелл. Доминик подобрал Митчелла, который пытался уехать автостопом из дома своей бабушки в свой дом после вечеринки в честь дня рождения родственника. Тело Митчелла было обнаружено 14 июля в канаве вдоль шоссе возле лесистой местности на территории прихода Сент-Чарльз через два дня после того, как его видели в последний раз. Судебно-медицинские исследования показали, что в легких Митчелла находилась вода из канавы, так как на его теле отсутствовали следы избиения, в крови не было обнаружено следов наркотиков и алкоголя, первоначальной причиной смерти был объявлен несчастный случай, в результате которого он утонул. Однако отец Митчелла настаивал на том, что его сын был превосходным пловцом, и предположил, что он стал жертвой нападения, на основании небольшого уровня воды в канаве и того обстоятельства, что брюки Дэвида Митчелла были спущены до уровня щиколоток. После того как Доминик признался в совершении убийства Митчелла, родственники убитого отрицали тот факт, что погибший был гомосексуалом, принимал наркотические вещества и вел маргинальный образ жизни
Следующие два убийства Доминик также совершил на территории прихода Сент-Чарльз. В декабре 1997 года его жертвой стал 20-летний Гэри Пьер, которого он задушил. Тело Гэри Пьера было найдено полностью одетым без следов избиения и борьбы, а в его организме не было обнаружено следов наркотиков.
Следующей жертвой серийного убийцы стал 38-летний Ларри Рэнсон, которого он убил 31 июля 1998 года. Рэнсон вел маргинальный образ жизни и страдал наркотической зависимостью, в то время как Пьер подвергался аресту по обвинению в распространении наркотических средств. Рэнсон был первой жертвой Доминика, которого он перед убийством подверг связыванию.
В начале октября 1998 года Рональд познакомился с 27-летним Оливером Лебэнксом на территории города Метэри, (приход Джефферсон). После ареста он утверждал, что страдающий наркотической зависимостью Лебэнкс предложил ему оказание сексуальных услуг в обмен на деньги или наркотические средства, после чего Доминик занялся с ним сексом, избил и задушил его. Тело жертвы преступник сбросил на окраине города Метэри, где оно было обнаружено 4 октября. Во время судебно-медицинской экспертизы на теле Оливера Лебэнкса были обнаружены следы спермы Доминика. Родственники и друзья убитого после обнаружения его трупа, подтвердили тот факт, что Лебэнкс, бывший наркоман, гетеросексуал и отец пятерых детей — незадолго до своей смерти снова был замечен в употреблении наркотиков, благодаря чему лишился работы и вел бродяжнический образ жизни
В период с октября 1998 года по август 1999 года Рональд совершил еще пять убийств на территории прихода Джефферсон. В октябре 1998 года он встретил 16-летнего Дзозефа Брауна и заманил его в свой автомобиль якобы с целью покупки у него кокаина. После совместного употребления кокаина Доминик совершил нападение на подростка, в ходе которого нанес ему несколько ударов тяжелым предметом по голове, после чего задушил с помощью полиэтиленового пакета. Погибший Браун воспитывался бабушкой и находился на испытательном сроке после отбытия уголовного наказания по обвинению в хранении и распространении наркотических средств. Через месяц жертвой Доминика стал 18-летний Брюс Уильямс. В мае 1999 года Рональд Доминик в городе Кеннер познакомился с 21-летним Мануэлем Ридом, который предложил ему купить наркотик. Действуя по той же схеме, Доминик заманил его в свой автомобиль, после чего также изнасиловал и задушил, после чего вывез его труп в промышленную зону города, где сбросил его в один из мусорных контейнеров примерно в миле от того, места, где было обнаружено тело Брауна. Тело Рида было обнаружено 30 мая, но оставалось неопознанным в течение следующих двух месяцев по причине того, что Рид был замечен в дромомании, и незадолго до своей смерти снова сбежал из дома. На его теле, как и на теле жертвы Оливера Лебэнкса, были обнаружены следы спермы преступника. В июне 1999 года Доминик совершил убийство 21-летнего Анхеля Мехии, который вел бродяжнический образ жизни и ранее подвергался арестам по обвинению в хранении наркотических средств. Его труп Доминик сбросил на одной из улиц города Кеннер возле мусорного контейнера, который оказался полным. В организме жертвы также были обнаружены следы наркотических средств, а на его теле следы от связывания веревкой. В ходе расследования было установлено, что Мехия, Джозеф Браун и Гэри Пьер были знакомы и проживали в непосредственной близости друг от друга. В конце августа 1999 года Доминик познакомился с 34-летним наркоманом по имени Митчелл Джонсон. Предложив ему наркотик в обмен за сексуальные услуги, преступник отвез его в лесистую местность города Метэри, где связал, изнасиловал и задушил. Полностью обнаженное тело Джонсона было обнаружено 1 сентября того же года.
В январе 2000 года Рональд совершил убийство 23-летнего Майкла Винсента на территории прихода Лафурш. В начале октября 2002 года Доминик стал близко общаться с 20-летним Кеннетом Рэндолфом — младшим, который проживал недалеко от него в трейлерном парке. Ранее Рэндолф уже трижды привлекался к уголовной ответственности за секс с несовершеннолетними. Узнав о его повышенном половом влечении, Доминик заманил Рэндолфа в свой трейлер предложением заняться сексом с девушкой, которая якобы находилась в трейлере, после чего совершил на него нападение, в ходе которого связал, изнасиловал и задушил парня. Тело жертвы преступник вывез на одно из полей, расположенных на окраине города, где оно было найдено частично обнаженным и со следами от пут 6 октября. 12 октября 2002 года Доминик поздно вечером познакомился на одной из улиц города Хоума с 26-летним Энокой Джонсом, мелким преступником, который очень нуждался в материальных средствах. Он совершил нападение на Джонса, после чего, следуя своему образу действия — связал, изнасиловал и задушил жертву. Труп Джонса Доминик сбросил под эстакадой шоссе, где оно было обнаружено через несколько часов. В этот период он переехал к своей сестре на территорию города Байу Блю, где проживало 32 000 человек, большинство из которых были представителями субэтнической группы Каджуны. Байу Блю располагался недалеко от города Хоума. Вскоре Доминик нашел работу специалиста по проверке показаний прибора учета электроэнергии в местной энергоснабжающей организации, благодаря чему много времени проводил в разъездах в отдаленных сельских районах города
Примерно в это же время Рональд Доминик совершил убийство 19-летнего Датрелла Вудса, после чего сбросил его труп на тростниковом поле за пределами города вместе с его велосипедом. Частично обнаженное и разложившееся тело Вудса было обнаружено лишь 24 мая 2003 года. Причиной его смерти была удушье, однако вплоть до разоблачения Доминика полиция склонялась к версии, что Вудс умер в результате несчастного случая, так как в ходе расследования удалось установить, что он страдал приступами астмы. В октябре 2004 года Доминик познакомился с 46-летним Ларри Мэттьюсом, наркоманом и торговцем наркотическими средствами. Он заманил его в свой трейлер, предложив ему дозу наркотика, однако Мэттьюс потерял сознание из-за передозировки, после чего преступник изнасиловал и задушил его. Тело Мэттьюса Доминик сбросил на расстоянии 20 миль от места его убийства. После исчезновения Мэттьюса никто не заявлял о его пропаже, так как он вел бродяжнический образ жизни. Впоследствии его личность была установлена только на основании отпечатков пальцев. Следующей жертвой преступника стал 21-летний Майкла Барнетт, чье тело было обнаружено 24 октября 2004 года на территории. Барнетт был жертвой Рональда Доминика, который не был афроамериканцем и имел белый цвет кожи.
Следующее убийство преступник совершил в феврале 2005 года. Его жертвой стал 22-летний Леон Лиретт. Погибший нигде не работал, увлекался алкогольными веществами и вел разгульный образ жизни, благодаря чему большую часть времени проживал у друзей и знакомых. Леон Лиретт проживал в одном районе с двумя другими жертвами — Майклом Барнеттом и Энокой Джонсом, с которым находился в приятельских отношениях. Некоторое время Лиретт считался главным подозреваемым в причастности к убийству Джонса, так как он был последним, кто видел Джонса за несколько минут до его исчезновения. Через два месяца, в апреле того же года Доминик познакомился с 31-летним Огустом Уоткинсом. Уоткинс был бездомным, по причине чего Доминик заманил его в свой автомобиль предложением предоставления ему ночлега. После того как Уоткинс оказался в трейлере преступника, Доминик предоставил ему алкоголь и предложил заняться сексом с одной из своих знакомых женщин, после чего связал жертву, изнасиловал и задушил. После обнаружения трупа Огуста Уоткинса, в ходе расследования полиция впервые стала рассматривать версию о том, что серийные убийства, совершенные в городе Кеннер, связаны с серийными убийствами в Хоуме, так как преступник в обеих сериях продемонстрировал выраженный ему образ действия, благодаря чему к расследованию серийных убийств подключилось ФБР.
Через несколько дней после убийства Уоткинса Рональд Доминик совершил убийство 23-летнего Курта Каннингемма. Летом того же года он убил 28-летнего Алонзо Хогана и 17-летнего Уэйна Смита. Преступник заманил их к себе предложением заняться сексом с одной из своих знакомых девушек. Хоган и Смит были далеки от криминального образа жизни и не были замечены в употреблении наркотических средств. Хоган перед смертью был изнасилован Домиником, в то время как на трупе Смита следов изнасилования найдено не было, так как он был сброшен Домиником в один из каналов на окраине города, где за несколько дней подвергся сильному разложению
В сентябре 2005 года Рональд Доминик совершил убийство 40-летнего Криса Девилла, который пытался автостопом уехать из города Наполеонвилл (приход Ассампшен) после разрушительных последствий, который нанес городу ураган «Катрина». Труп Девилла Доминик сбросил на одном из тростниковых полей, где он был съеден грызунами в течение нескольких последующих недель. Скелетированные останки Криса Девилла были обнаружены в октябре того же года и опознаны родственниками на основании удостоверения личности и других личных вещей, которые Доминик оставил рядом с телом.
В конце 2005 года Доминик совершил убийство 21-летнего Николаса Пеллегрина. Погибший ранее привлекался к уголовной ответственности и страдал наркотической зависимостью. В ходе расследования родственники Пеллегрина заявили полиции, что погибший незадолго до своей смерти занял у местных наркоторговцев 400 долларов и партию наркотических веществ, которые не смог вовремя вернуть, после чего начал получать угрозы, в связи с чем вплоть до разоблачения Рональда Доминика, полиция первоначально не внесла Пеллегрина в список жертв серийного убийцы.
Последней подтвержденной жертвой Рональда Доминика стал 27-летний Кристофер Саттерфилд. Как и большинство его жертв, Саттерфилд неоднократно сталкивался с уголовной ответственностью и в разные годы подвергался аресту за совершение таких правонарушений как кража, хранение наркотика, содействии в правонарушении несовершеннолетних, нарушение общественного порядка, нападение при отягчающих обстоятельствах, благодаря чему с 16 марта 1999 года по 11 июля 2001 года отбывал в тюрьме уголовное наказание. Он вел бродяжнический образ жизни. Будучи бисексуалом, он летом того же года познакомился с Рональдом Домиником, после чего они начали встречаться. 14 октября 2006 года во время очередного из свиданий Доминик ударил Кристофера Саттерфилда по голове тяжелым предметом, в результате чего он потерял сознание, после задушил его. Это убийство он совершил на территории прихода Лафурш, но труп сбросил на территории Ибервиль. После обнаружения его тела полиция в  ходе расследования опросила его родственников, друзей и знакомых, которые подтвердили тот факт, что погибший встречался с мужчиной, который передвигался на внедорожнике синего или черного цвета, но не смогли описать его внешность

## Разоблачение
В ноябре 2006 года Рональд Доминик попал под подозрение полиции, после того как в полицию обратился Рикки Уоллес, житель Байу Блю, который заявил, что Доминик в середине 2006 года заманил его в свой трейлер предложением совместного употребеления наркотических средств и занятия сексом с девушкой. После того, как Уоллес оказался в трейлере, согласно его показаниям Рональд Доминик попытался его убедить в том, что его подруга является сторонницей эротико-эстетической практики бондажа, в связи с чем предложил Уоллесу связать его, однако он отказался, после чего Доминик предложил ему покинуть трейлер. Показания Рикки Уоллеса были подвергнуты сомнению, так как он был наркоманом и неоднократно в течение жизни подвергался уголовной ответственности, тем не менее Рональд Доминик был задержан и подвергнут допросу сотрудниками полиции, в результате которого ему было предложено сдать образец крови, на что он ответил согласием.
В течение следующей недели в результате ДНК-анализа было установлено соответствие профиля Доминика с профилем убийцы, который оставил свои биологические следы на телах Оливера Лебэнкса и Мануэля Рида, благодаря чему был получен ордер на его арест. 1 декабря того же года Рональд Доминик был арестован в приюте для бездомных. После ареста он заявил, что знал о предстоящем аресте, в связи с чем переехал в приют для бездомных 24 ноября того же года из дома сестры, где он проживал, чтобы не доставлять ей неудобств.
Оказавшись в полицейском участке и столкнувшись с обвинениями в совершении убийств, Доминик выразил желание сотрудничать со следствием и дал признательные показания в совершении 23 убийств, подробно описав детали и обстоятельства, которые были известны только следствию, благодаря чему в дальнейшем ему были предъявлены новые обвинения. Несмотря на признательные показания, Рональд Доминик отказался признавать свою вину в совершении нападений на своих жертв. Он заявил, что у большинства из его жертв вследствие различных обстоятельств и наркотической зависимости развилась деградация личности, вследствие чего они на добровольной основе соглашались быть подвергнуты связыванию, сковыванию наручниками и другим видам лишения свободы действий и подвижности ради материальной выгоды. Если потенциальная жертва отказывалась от этого, он отпускал ее, не причиняя никакого вреда ее здоровью.
В качестве мотива совершения преступления он указал — избавление от свидетелей преступлений из-за нежелания отбывать уголовное наказание в тюрьме. Доминик заявил, что нахождение в местах лишения свободы на протяжении нескольких месяцев 1996 года после ареста по обвинению в совершении изнасилования — сильно отразилось на его психике, вследствие чего у него были выявлены негативные психические состояния и симптомы психического расстройства.

## Суд
Заключив со следствием соглашение о признании вины, Рональд Доминик избежал уголовного наказания в виде смертной казни. На основании условия соглашения о признании вины и сотрудничества со следствием во время расследования, 24 сентября 2008 года суд признал Рональда Доминика виновным по всем инкриминируемым обвинениям и приговорил его к нескольким срокам в виде пожизненного лишения свободы без права на условно-досрочное освобождение